# Timoleague
Timoleague (Tigh Molaige in gaelico irlandese, che significa "casa di Molaga") è un villaggio irlandese della divisione orientale di Carbery East, nella Contea di Cork, situato nel West Cork lungo la costa meridionale della nazione vicino a Courtmacsherry. Dista circa 17 km da Bandon e 48 da Cork, raggiungibili percorrendo verso nord la strada costiera meridionale R600.
Di interesse nei pressi dell'abitato l'omonima abbazia in rovina.